# Hôpital souterrain allemand du Havre
L'hôpital souterrain allemand du Havre est un édifice situé dans la ville du Havre, dans la Seine-Maritime dans la Normandie.

## Situation
Le site, unique en France, se trouve rue de Trigauville, sur l'emplacement d'une ancienne brasserie, dont le caves sont réutilisées.

## Histoire
La forteresse du havre fut édifiée par les Allemands à partir de 1942, et fait partie du mur de l'Atlantique. L’hôpital fut construit de juin 1942 jusqu'à début 1943, il fut utilisé par les Allemands durant des combats de septembre 1944, puis par les Alliés en 1945.
En totalité, l'hôpital souterrain allemand, soit les parties en élévation, et les parties souterraines avec leurs aménagements et leurs équipements, avec le sol des parcelles sur lesquelles il est situé, sis rue de Trigauville, tel qu'indiqué sur les plans joints à l'arrêté sont inscrits au titre des monuments historiques par arrêté du 1er mars 2017.

## Description
L'hôpital est à 12 m sous terre et comprend une chaîne de traitement pour 234 lits avec les bureaux des médecins, la salle de radiologie, un bloc opératoire ainsi que des chambres. De nombreux éléments d'origine qui sont nécessaires au fonctionnement de l'hôpital sont encore en place.